# Fibroadenom
Fibroadenom är godartade tumörer (fibrom-adenom) i körtelvävnad, och syftar i synnerhet på adenom i kvinnors bröstvävnad. Fibroadenom är den vanligaste brösttumörtypen hos kvinnor under 30. Adenomet utgår från körtelvävnad och stromaceller. Fibroadenom ska åtskiljas från fibroadenos, som ger mer generell knölighet i brösten, och cystor i brösten vilkas tumörer är vätskefyllda blåsor.

## Symtom
Utan undersökning kan (större eller ytligare) fibroadenom vara svåra att skilja från bröstcancer. Vanligen uppträder de som en enstaka förhårdnad klump i ett av brösten, men bortåt var tionde drabbad har flera tumörer i båda brösten. Tumörerna är lätt rörliga under huden om man gnuggar dem, fasta i konsistensen och gör sällan ont. De tenderar att vara mycket väl avgränsade från omgivande bröstvävnad. Adenomen kan tillta i storlek, exempelvis under graviditet, men också minska, exempelvis vid menopaus. Den vanliga storleken på adenomen är  2–3 cm. Vissa fibroadenom är emellertid så små att de inte känns vid (taktil) bröstundersökning.  Förloppet de utvecklas på kan variera från hastigt till långsamt. Somliga har märkbara förändringar i besvären och storleken i anslutning till menstruationscykeln.

## Orsaker
Det är inte känt vad som utlöser fibroadenom. På grund av att deras storlek och utbrott sammanfaller med hormonförändringar, antas på goda grunder att kvinnliga könshormoner (östrogen) påverkar uppkomsten. Fibroadenom är vanligare bland kvinnor som inte fött barn.